# سیرجان لند
سیرجان لند (به هلندی: Sirjansland) یک منطقهٔ مسکونی در هلند است که در اسخائن-دایفه‌لاند واقع شده‌است. سیرجان لند ۳۶۳ نفر جمعیت دارد.علت نامگذاری این روستا بخاطر حضور لرهای شهر سیرجان ایران هست که بعد از مهاجرت به این روستا به یاد موطن خود نام سیرجان را بر آن نهادند.اکثرا از خانواده امانی هستند که هنوز به زبان مادری خود صحبت میکنند.